# Minguzzite
La minguzzite è un minerale (un ossalato ferrico-potassico) la cui descrizione è stata pubblicata nel 1955 in seguito ad un ritrovamento avvenuto sull'Isola d'Elba in Italia.
Il minerale è stato chiamato minguzzite in onore di Carlo Minguzzi, mineralogista e professore all'Università di Pavia.

## Abito cristallino
Tabulare.

## Origine e giacitura
Il minerale si forma nelle zone della limonite al cappellaccio della miniera. Il minerale si trova appunto nelle miniere stesse di limonite tra cui a Capo Calamita sull'Isola d'Elba in Toscana.

## Forma in cui si presenta in natura
In cristalli tabulari minuti.

## Caratteristiche chimico-fisiche
- Peso specifico: 491,25 grammomolecole[2]
- Pleocroismo: forte[1],
  - x: giallo verde[2],
  - y e z: verde smeraldo[2]
- Birifrangenza: 0,096[1]
- Densità di elettroni: 2,15 g/cm³[2]
- Indici quantici[2]:
  - Fermioni: 0,004288805
  - Bosoni: 0,995711195
- Indici di fotoelettricità[2]:
  - PE: 5,87 barn/elettrone
  - ρ: 12,65 barn/cm³
- Indice di radioattività: GRapi:343,69 (concentrazione del minerale nell'unità GRapi: 0,29 (%), il minerale consta di una radioattività a malapena rilevabile)[2]